# 南沃拉薩湖
南沃拉薩湖（白俄羅斯語：Воласа Паўднёвы）是白俄羅斯的湖泊，位於布拉斯拉夫東北5公里，由維捷布斯克州負責管轄，長2.5公里、寬0.7公里，面積1.21平方公里，湖岸線長度7公里，海拔高度131米，平均水深12.5米，最大水深40.4米。